# Patinação de velocidade nos Jogos Olímpicos de Inverno de 2014 - 10000 m masculino

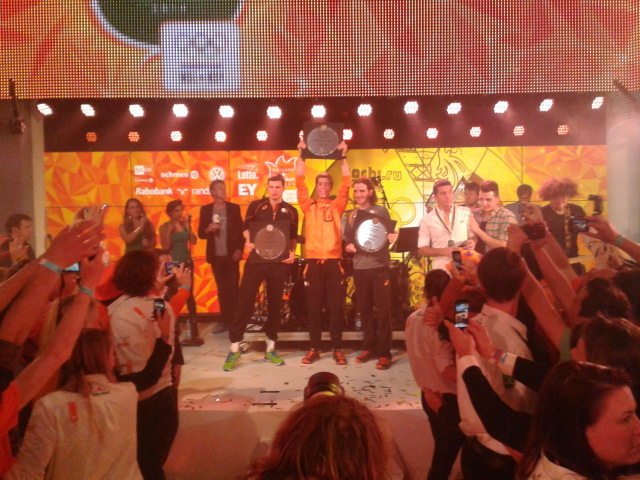
10000m masculinos, Jogos Olímpicos de Inverno 2014, Homenagem na Holanda Heineken House

As competições de 10000 m masculino da patinação de velocidade nos Jogos Olímpicos de Inverno de 2014 foram disputadas na Adler Arena em Sóchi, em 18 de fevereiro de 2014.

## Medalhistas
| Ouro   | NED Jorrit Bergsma |
| Prata  | NED Sven Kramer    |
| Bronze | NED Bob de Jong    |

## Recordes
Antes desta competição, os recordes mundiais e olímpicos da prova eram os seguintes:
| Tipo | Atleta         | Tempo        | Local          | Data                    |
| ---- | -------------- | ------------ | -------------- | ----------------------- |
|      | Sven Kramer    | 12:41.69 min | Salt Lake City | 10 de março de 2007     |
|      | Lee Seung-hoon | 12:58.55 min | Vancouver      | 23 de fevereiro de 2010 |

Um novo recorde olímpico foi estabelecido:
| Tipo | Atleta         | Tempo        | Local          | Data                    |
| ---- | -------------- | ------------ | -------------- | ----------------------- |
|      | Sven Kramer    | 12:41.69 min | Salt Lake City | 10 de março de 2007     |
|      | Jorrit Bergsma | 12:44.45 min | Sóchi          | 18 de fevereiro de 2014 |

## Resultados
| Pos.              | Par | Raia | Atleta                     | Tempo    | Diferença | Notas            |
| ----------------- | --- | ---- | -------------------------- | -------- | --------- | ---------------- |
| Medalha de ouro   | 6   | O    | NED Jorrit Bergsma         | 12:44.45 | —         | Recorde olímpico |
| Medalha de prata  | 7   | O    | NED Sven Kramer            | 12:49.02 | +4.57     |                  |
| Medalha de bronze | 5   | I    | NED Bob de Jong            | 13:07.19 | +22.74    |                  |
| 4                 | 7   | I    | KOR Lee Seung-hoon         | 13:11.68 | +27.23    |                  |
| 5                 | 6   | I    | BEL Bart Swings            | 13:13.99 | +29.54    |                  |
| 6                 | 4   | O    | GER Patrick Beckert        | 13:14.26 | +29.81    |                  |
| 7                 | 2   | O    | NZL Shane Dobbin           | 13:16.42 | +31.97    |                  |
| 8                 | 2   | I    | GER Moritz Geisreiter      | 13:20.26 | +35.81    |                  |
| 9                 | 3   | I    | RUS Evgeniy Seryaev        | 13:28.61 | +44.16    |                  |
| 10                | 3   | O    | USA Emery Lehman           | 13:28.67 | +44.22    |                  |
| 11                | 1   | O    | USA Patrick Meek           | 13:28.72 | +44.27    |                  |
| 12                | 4   | I    | KAZ Dmitry Babenko         | 13:33.18 | +48.73    |                  |
| 13                | 5   | O    | GER Alexej Baumgärtner     | 13:44.39 | +59.94    |                  |
| 14                | 1   | I    | POL Sebastian Druszkiewicz | 13:45.31 | +1:00.86  |                  |

Legenda
| Recorde mundial      | Recorde mundial (World record)               |                       | Recorde africano                      | Recorde africano (African) |                                           | Q | Classificado por posição (Qualified) |
| Recorde olímpico     | Recorde olímpico (Olympic record)            | Recorde da América    | Recorde da América (Americas)         | q                          | Classificado por melhor tempo (Qualified) |   |                                      |
| Melhor marca do ano  | Melhor marca do ano (World leading)          | Recorde asiático      | Recorde asiático (Asian)              | DNS                        | Não largou (Did not start)                |   |                                      |
| Recorde nacional     | Recorde nacional (National record)           | Recorde europeu       | Recorde europeu (European)            | DNF                        | Não terminou (Did not finish)             |   |                                      |
| Recorde pessoal      | Recorde pessoal do atleta (Personal best)    | Recorde da Oceania    | Recorde da Oceania (Oceania)          | DSQ / DQ                   | Desclassificado (Disqualified)            |   |                                      |
| Recorde da temporada | Recorde da temporada do atleta (Season best) | Recorde sul-americano | Recorde sul-americano (South America) | NM                         | Sem marca (No mark)                       |   |                                      |